# Enter Sandman
Enter Sandman è un singolo del gruppo musicale statunitense Metallica, pubblicato il 29 luglio 1991 come primo estratto dal quinto album in studio Metallica.
Il brano venne certificato disco d'oro dalla Recording Industry Association of America nel settembre di quell'anno per aver venduto 500 000 copie negli Stati Uniti, stimolando così le vendite per l'album Metallica e rendendo ancor più famoso il gruppo nel mondo. Acclamata dai critici, il brano è presente in tutti gli album dal vivo e album video dei Metallica pubblicati dopo il 1991. Inoltre, nel 2009, in occasione dell'ingresso del gruppo nella Rock and Roll Hall of Fame, i Metallica hanno eseguito il brano insieme all'ex-bassista Jason Newsted.

## Descrizione
La musica venne composta da Kirk Hammett, James Hetfield e Lars Ulrich mentre il testo, che parla delle paure che affliggono un bambino, dal solo Hetfield. Nella terza parte del brano, Hetfield e un ragazzino recitano una preghiera per bambini a Sandman, figura tipica dei paesi anglosassoni, Now I Lay Me Down to Sleep.
Il brano fu l'unico del gruppo ad entrare nella lista dei 500 migliori brani musicali secondo Rolling Stone, alla posizione numero 399. È ventiduesima tra i 40 migliori brani heavy metal di tutti i tempi secondo VH1 e diciottesimo tra i migliori brani degli anni novanta, sempre secondo lo stesso canale. Nel febbraio 2012 è stato decretato come il decimo ritornello più esplosivo di tutti i tempi dalla rivista NME.

## Cover
Inizialmente il brano venne creato come inno per il wrestler Jim Fullington, della federazione ECW, il cui nome d'arte è The Sandman. Lemmy Kilmister dei Motörhead e gli Zebrahead hanno registrato una cover della canzone intitolata Fuck Metallica (Enter Sandman). La stessa cover è stata anche nominata ai Grammy Awards 1999 per la miglior interpretazione metal.
Pat Boone ha registrato una sua versione del pezzo nell'album In a Metal Mood, mentre Richard Cheese and the Lounge Against the Machine ne ha creato una versione lounge, proposta anche dal vivo.
I Dream Theater hanno spesso eseguito in versione strumentale il brano insieme alla loro Peruvian Skies e ad una versione strumentale di Have a Cigar dei Pink Floyd (registrazioni ufficiali di tali esecuzioni possono essere ascoltate sugli album Once in a LIVEtime e Los Angeles, California 5/18/98). Nel 2017, durante l'Images, Words & Beyond - 25th Anniversary Tour, il gruppo ha eseguito la prima parte di Enter Sandman dopo il finale del loro brano As I Am.

## Video musicale
Enter Sandman è stato il secondo videoclip girato dal gruppo dopo quello di One. È inoltre il primo di una serie di nove video dei Metallica diretti da Wayne Isham. Girato il 3 luglio 1991 a Los Angeles, il video è stato presentato in anteprima il 30 luglio, due settimane prima dell'uscita di Metallica.
La trama del video è strettamente collegata al testo del brano, combinando immagini di un bambino che ha degli incubi ad altre in cui viene mostrato un sandman (interpretato da R.G. Armstrong), mentre viene mostrato il gruppo eseguire il brano. Il bambino ha degli incubi in cui annega, cade dalla cima di un edificio, è coperto da dei serpenti, viene inseguito da un camion e, infine, cade da una montagna. Durante la parte del brano in cui il bambino recita una preghiera, egli viene osservato dal sandman.
Il videoclip è stato premiato come Miglior video rock durante gli MTV Video Music Awards 1992 ed è stato nominato per la Migliore cinematografia e il Miglior montaggio
Il video è stato omaggiato dal gruppo musicale britannico Skunk Anansie nel video del loro singolo Charlie Big Potato.

## Tracce

### Edizione del 1991
CD, 12" (3 tracce)
1. Enter Sandman – 5:37 (James Hetfield, Lars Ulrich, Kirk Hammett)
2. Stone Cold Crazy – 2:19 (Freddie Mercury, Brian May, Roger Taylor, John Deacon) – originariamente interpretata dai Queen
3. Enter Sandman (Demo) – 5:05 (James Hetfield, Lars Ulrich, Kirk Hammett)

7"
- Lato A

1. Enter Sandman – 5:37 (James Hetfield, Lars Ulrich, Kirk Hammett)

- Lato B

1. Stone Cold Crazy – 2:19 (Freddie Mercury, Brian May, Roger Taylor, John Deacon) – originariamente interpretata dai Queen

12" (4 tracce)
- Lato A

1. Enter Sandman – 5:37 (James Hetfield, Lars Ulrich, Kirk Hammett)

- Lato B

1. Holier Than Thou (Work in Progress) – 3:48 (James Hetfield, Lars Ulrich)
2. Stone Cold Crazy – 2:19 (Freddie Mercury, Brian May, Roger Taylor, John Deacon) – originariamente interpretata dai Queen
3. Enter Sandman (Demo) – 5:05 (James Hetfield, Lars Ulrich, Kirk Hammett)

### Riedizione del 2021
CD
1. Enter Sandman
2. Sad but True
3. Of Wolf and Man (Live)
4. Breadfan (Live)

12"
- Lato A

1. Enter Sandman

- Lato B

1. Sad but True

## Formazione
Gruppo
- James Hetfield – chitarra, voce
- Lars Ulrich – batteria, percussioni
- Kirk Hammett – chitarra solista
- Jason Newsted – basso

Produzione
- Bob Rock – produzione
- James Hetfield – produzione
- Lars Ulrich – produzione
- Randy Staub – ingegneria del suono
- Mike Tacci – ingegneria del suono
- George Marino – mastering

## Classifiche

### Classifiche settimanali
| Classifica (1991)             | Posizione massima |
| ----------------------------- | ----------------- |
| Australia                     | 10                |
| Belgio (Fiandre)              | 46                |
| Canada                        | 17                |
| Finlandia                     | 1                 |
| Germania                      | 9                 |
| Irlanda                       | 4                 |
| Italia                        | 20                |
| Norvegia                      | 2                 |
| Nuova Zelanda                 | 8                 |
| Paesi Bassi                   | 10                |
| Regno Unito                   | 5                 |
| Stati Uniti                   | 16                |
| Stati Uniti (mainstream rock) | 10                |
| Svezia                        | 14                |
| Svizzera                      | 11                |
| Classifica (2006)             | Posizione massima |
| Stati Uniti (digital)         | 55                |

### Classifiche di fine anno
| Classifica (1991) | Posizione |
| ----------------- | --------- |
| Australia         | 50        |
| Germania          | 77        |
| Nuova Zelanda     | 45        |
| Paesi Bassi       | 83        |